# Zealandotachina subtilis
Zealandotachina subtilis är en tvåvingeart som först beskrevs av Frederick Wollaston Hutton 1901.  Zealandotachina subtilis ingår i släktet Zealandotachina och familjen parasitflugor. Inga underarter finns listade i Catalogue of Life.